# Shinobu Sasaki
Shinobu Sasaki (jap. 佐々木 忍, Sasaki Shinobu; * 28. Mai 1970) ist eine japanische Badmintonspielerin.

## Karriere
Katsushi Koga wurde 1995 nationale Meisterin in Japan, wobei sie im Mixed mit Atsuhito Kitani erfolgreich war. Ein Jahr später gewannen beide gemeinsam noch einmal Bronze. Sasaki startete von 1992 bis und 1997 jeweils bei den Japan Open sowie 1994 bei den All England und 1996 bei den Indonesia Open und den Malaysia Open.

## Sportliche Erfolge
| Saison | Veranstaltung                | Disziplin | Platz | Name                             |
| ------ | ---------------------------- | --------- | ----- | -------------------------------- |
| 1995   | Japan: Einzelmeisterschaften | Mixed     | 1     | Atsuhito Kitani / Shinobu Sasaki |
| 1996   | Japan: Einzelmeisterschaften | Mixed     | 3     | Atsuhito Kitani / Shinobu Sasaki |